# 레이 샬크
레이 샬크(Ray Schalk) 또는 레이먼드 윌리엄 샬크(Raymond William Schalk, 1892년 8월 12일 ~ 1970년 5월 19일)는 미국의 프로 야구 선수, 코치, 감독, 스카우트였다. 그는 경력의 대부분을 메이저 리그 베이스볼의 시카고 화이트삭스에서 포수로 뛰었다. 투수들을 잘 다루고 뛰어난 수비 능력으로 알려진 샬크는 그의 시대에서 가장 위대한 수비형 포수로 여겨졌다. 샬크는 스피드와 민첩성을 활용하여 이전에는 통용되던 수비 능력의 한계를 확장함으로써 포수 포지션의 플레이 방식을 혁신했다. 샬크는 1955년에 미국 야구 명예의 전당에 헌액되었다.

## 어린 시절
독일 이민자 부모님에게서 일리노이주 하벨에서 태어난 샬크는 일리노이주 리치필드에서 자랐다. 그는 고등학교를 중퇴하고 인쇄업에 뛰어들어 라이노타이프 기계를 조작하는 법을 배웠다. 그 직업에서 경력 발전이 어려워지자, 지역 야구 경기에서 뛰어난 활약을 보인 후, 그는 프로 야구를 시작했다.

## 야구 경력
18세였던 1911년, 샬크는 일리노이-미주리 리그의 클래스 D 테일러빌 크리스천스와 아메리칸 어소시에이션의 밀워키 브루어스에서 시간을 보냈는데, 테일러빌에서는 타율 0.387을 기록했다. 1912년, 그는 밀워키에서 80경기에 출전하여 타율 0.271을 기록했고, 포수 포지션에 대한 그의 공격적인 접근 방식으로 시카고 화이트삭스의 관심을 끌었다. 화이트삭스는 그를 1만 달러와 다른 두 명의 선수와 맞바꾸어 브루어스로부터 그의 계약을 사들였다.
샬크는 그의 20번째 생일 전날인 1912년 8월 11일에 메이저 리그에 데뷔했다. 그는 그 시즌에 23경기에 출전하여 타율 0.286을 기록했지만, 가장 인상적인 것은 그의 포수 수비였다. 화이트삭스 코치 키드 글리슨은 그가 기술을 연마하는 데 도움을 주었고, 이듬해까지 샬크는 빌리 설리번을 대신하여 주전 포수가 되었고 아메리칸 리그 포수 중 척살 부문에서 선두를 차지했다.
그는 곧 메이저 리그에서 최고의 수비형 포수 중 한 명으로 명성을 얻었다. 샬크 이전에는 대부분의 포수들이 크고 발이 느렸다. 샬크는 작고 민첩한 남자였는데, 키는 5 피트 9 인치 (1.75 m)에 불과했으며, 다섯 번째 내야수처럼 에너지와 기동성을 가지고 포구를 했다. 작은 체구와 어린 외모 때문에 그는 종종 상대 선수들의 농담 대상이 되었다. 한번은 경찰관이 그를 코미스키 파크의 라커룸에 들어가지 못하게 했는데, 샬크를 아이로 착각했기 때문이다.

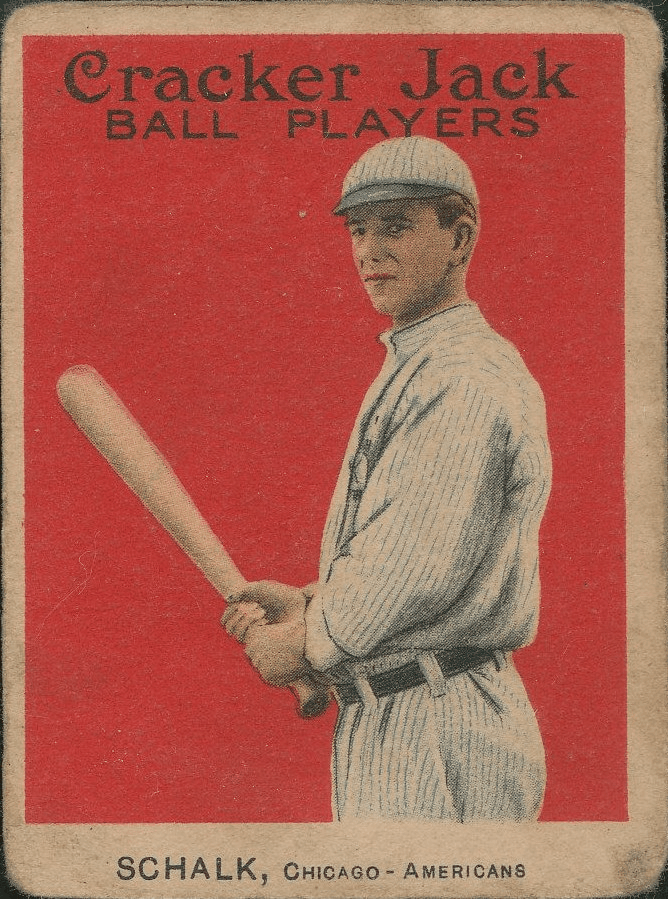
1914년 E145-1 크래커 잭 야구 카드

1914년, 그는 136경기에서 타율 0.270을 기록했으며 다시 한번 포수로서 리그에서 척살 선두를 차지했다. 화이트삭스가 6위를 차지했음에도 불구하고, 그는 1914년 아메리칸 리그 최우수 선수상 투표에서 6위에 올랐다. 1915년에는 계속해서 기량이 향상되어 타율 0.266, 출루율 0.366을 기록했고, 화이트삭스가 3위로 상승하면서 아메리칸 리그 포수 중 수비율, 도루 저지율, 척살에서 선두를 차지했다.
1916년, 샬크는 개인 최고 기록인 30개의 도루를 기록했고 (1982년 존 워선이 깼던 포수 기록), 화이트삭스가 보스턴 레드삭스에 2경기 뒤진 2위로 시즌을 마치는 동안 수비율, 척살, 어시스트, 레인지 팩터에서 리그 선두를 차지했다. 그의 투구 호출 기술은 화이트삭스 투수진을 리그 최저 평균자책점으로 이끌면서 분명히 드러났다.
1917년 그는 타율 0.226에 불과했지만, 출루율은 0.331이었고 5년 연속 아메리칸 리그 모든 포수들 중에서 척살 선두를 기록했다. 그는 다시 한번 화이트삭스 투수진을 리그 최저 평균자책점으로 이끌면서 100승을 거두어 보스턴 레드삭스를 9경기 차이로 제치고 페넌트를 차지했다. 그리고 존 맥그로의 뉴욕 자이언츠를 1917년 월드 시리즈에서 4대 2로 꺾고 2005년까지 그들의 마지막 월드 시리즈 우승을 차지했다.
1918년, 그는 세인트루이스 브라운스를 상대로 2루에서 첫 척살을 기록했다. 히트 앤드 런 플레이에서 브라운스의 레이 뎀미트는 조 기디언의 타구가 슈리스 조 잭슨이 깊은 좌익수에서 잡는 동안 2루를 지나쳤다. 다이아몬드 중앙에 있던 샬크는 2루로 달려가 화이트삭스 유격수 스웨드 리스버그로부터 중계를 받아 뎀미트를 아웃시켰다. 하지만 화이트삭스는 1918년 시즌에 6위로 떨어졌는데, 샬크는 타율 0.219에 불과했다.
그들은 1919년에 반등하여 아메리칸 리그 페넌트를 되찾았고, 샬크는 개인 최고 기록인 타율 0.282를 기록했으며 7년 연속 척살에서 리그 선두를 차지했다. 화이트삭스가 신시내티 레즈에게 패한 1919년 월드 시리즈는 블랙삭스 스캔들로 알려진 논란에 휩싸였다. 몇몇 화이트삭스 선수들은 고의적으로 경기를 조작했다는 비난을 받았다. 이는 샬크와는 극명한 대조를 이루었는데, 샬크의 정직하고 명예로운 사람으로서의 명성 때문에 도박꾼들은 그에게 접근하는 것을 고려조차 하지 않았다고 한다. 샬크는 승리하기 위해 플레이했으며, 시리즈 타율 0.304를 기록했고 스캔들 이후 처벌을 받지 않았다. 그는 수사관들에게 투수 에디 시콧과 레프티 윌리엄스가 자신이 호출한 투구를 던지지 않았을 때 무언가 잘못되었다는 것을 알았다고 말했다. 화이트삭스는 시리즈를 5대 3으로 패했고, 8명의 선수들이 스캔들에 연루되어 메이저 리그 야구에서 영구적으로 금지되었지만, 샬크는 아니었다. 몇 년 후, 샬크는 음모자들이 "클린 삭스" 중 한 명인 투수 레드 파베르가 독감으로 인해 시리즈에 참가하지 못하게 되면서 기회를 잡았다고 말했다. 샬크는 파베르가 출전할 수 있었다면, 파베르가 시콧과 윌리엄스에게 갈 선발 기회를 얻었을 것이므로, 결코 조작이 없었을 것이라고 믿었다.
그는 1920년에 다시 좋은 해를 보냈는데, 타율 0.270, 출루율 0.362, 그리고 개인 최고 기록인 61개의 타점을 기록했다. 그는 화이트삭스가 2위를 차지하는 동안 8년 연속 척살에서 아메리칸 리그 선두를 차지했다. 1922년 시즌은 그의 최고의 시즌 중 하나였다. 1922년 4월 30일, 그는 디트로이트 타이거스를 상대로 찰리 로버트슨의 퍼펙트 게임을 받아냈는데, 이는 1956년 월드 시리즈의 돈 라슨까지 메이저 리그의 마지막 퍼펙트 게임이었다. 두 달 후인 6월 27일, 그는 사이클링 히트를 달성했다. 그는 시즌을 타율 0.281, 4개의 홈런, 60개의 타점으로 마쳤다. 그는 척살에서 리그 선두를 차지했으며, 포수로서 수비율에서 0.989로 아메리칸 리그 기록과 동률을 이루었다. 그는 1922년 아메리칸 리그 최우수 선수상 투표에서 3위를 차지했다.
1924년이 되자 포수로서의 피로가 그를 따라잡기 시작했다. 그는 11시즌 연속으로 100경기 이상을 뛰었지만, 던지는 손의 세 손가락을 다쳐 1924년에는 57경기에 출전하는 데 그쳤고, 개인 최저 타율인 0.197을 기록했다. 그는 1925년에 125경기에 출전하여 타율 0.274, 개인 최고 출루율 0.382를 기록하고 주자 도루 저지에서 리그 선두를 차지하며 회복했다. 1926년 11월, 그는 33세의 나이로 에디 콜린스의 뒤를 이어 화이트삭스의 선수 겸 감독이 되었다. 1927년에는 팀 관리에 집중하면서 출전 시간이 16경기로 줄어들었다. 그가 선수 겸 감독으로 뛰었던 두 시즌 동안, 그는 102승 125패를 기록하여 승률 0.449를 기록했다. 그는 팀 소유주 찰스 코미스키와 연봉 문제로 불화를 겪었고, 화이트삭스를 떠나 1929년 뉴욕 자이언츠의 선수 겸 코치가 되었지만, 36세의 나이로 선수 생활에서 은퇴하기 전까지 5경기만 출전했다.

## 감독 기록
| 팀   | 연도 | 정규 시즌 | 정규 시즌 | 정규 시즌 | 정규 시즌 | 정규 시즌 | 포스트시즌 | 포스트시즌 | 포스트시즌 | 포스트시즌 |
| 팀   | 연도 | 경기      | 승        | 패        | 승률      | 순위      | 승         | 패         | 승률       | 결과       |
| ---- | ---- | --------- | --------- | --------- | --------- | --------- | ---------- | ---------- | ---------- | ---------- |
| CWS  | 1927 | 153       | 70        | 83        | .458      | AL 5위    | –          | –          | –          | –          |
| CWS  | 1928 | 74        | 32        | 42        | .432      | 사임      | –          | –          | –          | –          |
| 합계 | 합계 | 227       | 102       | 125       | .449      |           | 0          | 0          | –          |            |

## 경력 통계 및 유산

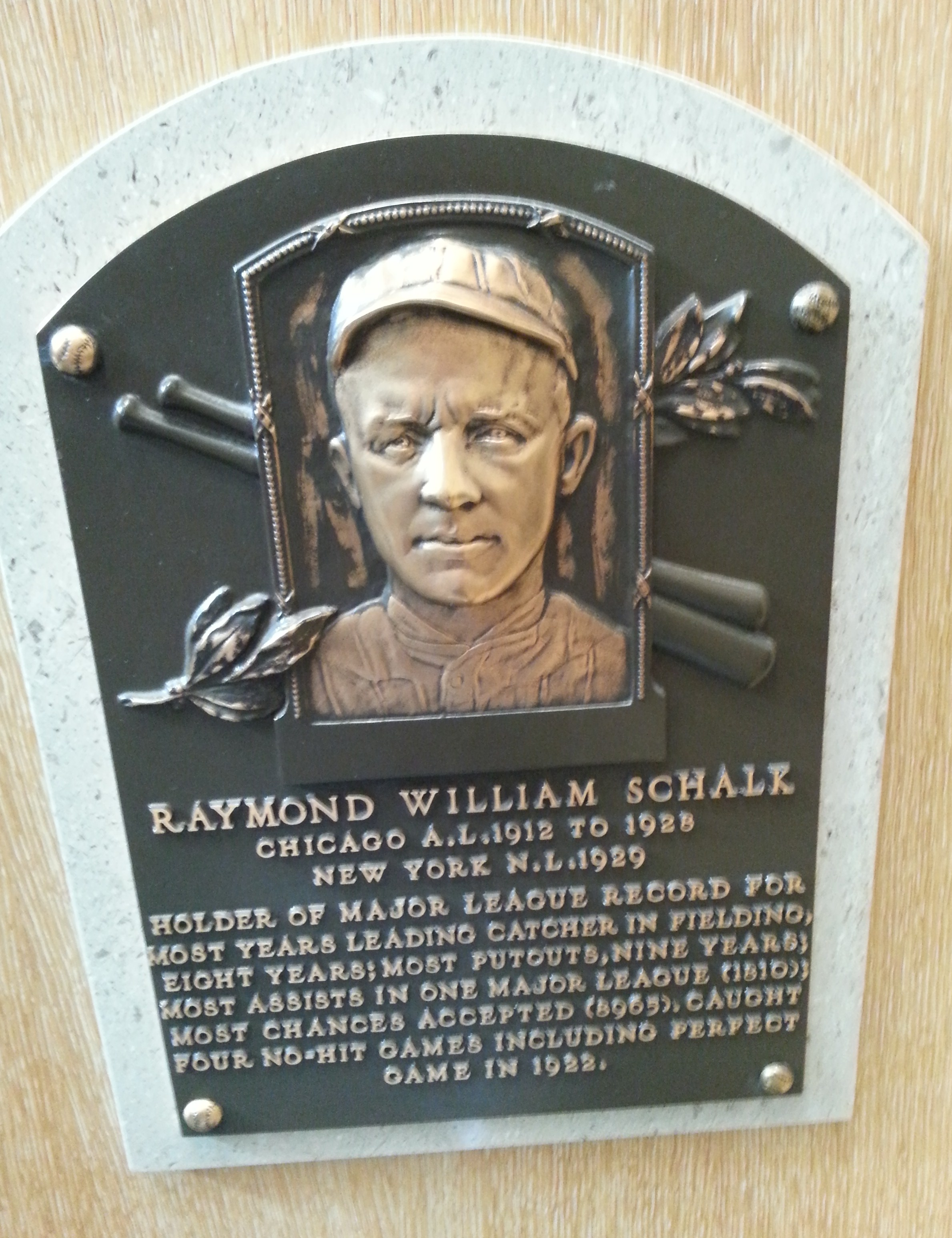
샬크의 미국 야구 명예의 전당 명판

18년 동안의 메이저 리그 경력에서 샬크는 1,762 경기에 출전하여 5,306 타석에서 1,345개의 안타를 기록하며 통산 타율 0.253을 기록했으며, 11개의 홈런, 594개의 타점, 579개의 득점, 177개의 도루, 출루율 0.340, 수비율 0.981을 기록했다. 그는 수비율에서 8번, 척살에서 9번, 병살에서 4번, 어시스트에서 2번 아메리칸 리그 포수 중 선두를 차지하며 아메리칸 리그의 뛰어난 수비형 포수 중 한 명으로 자리매김했다. 그는 포수로서 메이저 리그 척살 기록을 세웠고, 여전히 통산 병살 (217개) 및 아메리칸 리그 통산 어시스트 기록을 보유하고 있다. 어떤 포수도 샬크의 통산 병살 기록에 근접하지 못했으며, 수비율에서 8번 리그 선두를 차지한 포수도 없었다. 그는 가장 많은 노히터를 받아낸 기록(4개)을 가지고 있었는데, 1991년 채점 변경으로 연장전에서 깨진 노히터 하나가 제외되기 전까지였다. 샬크의 통산 도루 저지율 51.32%는 메이저 리그 포수 중 역대 8위이다. 그는 경력 동안 144개의 셧아웃을 받아냈는데, 이는 요기 베라와 칼턴 피스크에 이어 포수 중 역대 3위이다.
샬크는 11시즌 연속 100경기 이상을 포수로서 출전하며 포수로서의 장수 기준을 세웠다. 그의 메이저 리그 기록인 1,726경기 출전은 1945년 릭 페럴에 의해 깨지기 전까지 유지되었다. 그는 또한 최고의 주루 포수 중 한 명으로 자리매김했으며, 1916년에 포수 단일 시즌 최다 도루 기록인 30개를 세웠는데, 이는 1982년 존 워선이 36개를 도루할 때까지 유지되었다.
샬크는 포수 포지션의 플레이 방식을 혁신하는 데 도움을 주었다. 그는 1루로 향하는 내야수 송구와 3루로 향하는 외야수 송구를 백업한 최초의 포수로 평가받는다. 그는 모든 베이스에서 척살을 기록한 유일한 메이저 리그 포수라고 주장했으며, 한 번은 한 이닝에 세 번의 어시스트를 기록하기도 했다. 그는 또한 화이트삭스 투수진을 다루는 능력과 투구 호출 기술로도 유명해졌다. 그의 뛰어난 수비수로서의 명성은 그가 뛰었던 시대 때문에 더욱 높아졌다. 데드볼 시대에는 포수들이 이후보다 훨씬 더 큰 수비 역할을 맡았는데, 이는 많은 수의 번트와 도루 시도, 그리고 투수진을 지배했던 스핏볼 투수들을 다루는 어려움 때문이었다. 그는 에드 월시, 에디 시콧, 디키 커, 어번 파베르, 그리고 테드 라이언스와 같은 투수들로부터 샤인볼, 스핏볼, 너클볼, 에머리볼 등 상상할 수 있는 모든 종류의 투구를 받아내야 했다.
샬크의 통산 타율 0.253은 명예의 전당에 헌액된 포지션 플레이어 중 가장 낮다. 그가 베테랑 위원회에 의해 1955년에 헌액된 것은 주로 그의 뛰어난 수비 기술과 그가 악명 높은 1919년 월드 시리즈에서 화이트삭스를 위해 승리하려고 노력했다는 사실에 대한 경의이다.
샬크와 투수 레드 파베르는 배터리로 306경기를 선발로 출전했으며, 이는 1900년 이후 모든 듀오 중 4번째로 많은 기록이다.

## 은퇴 후 경력

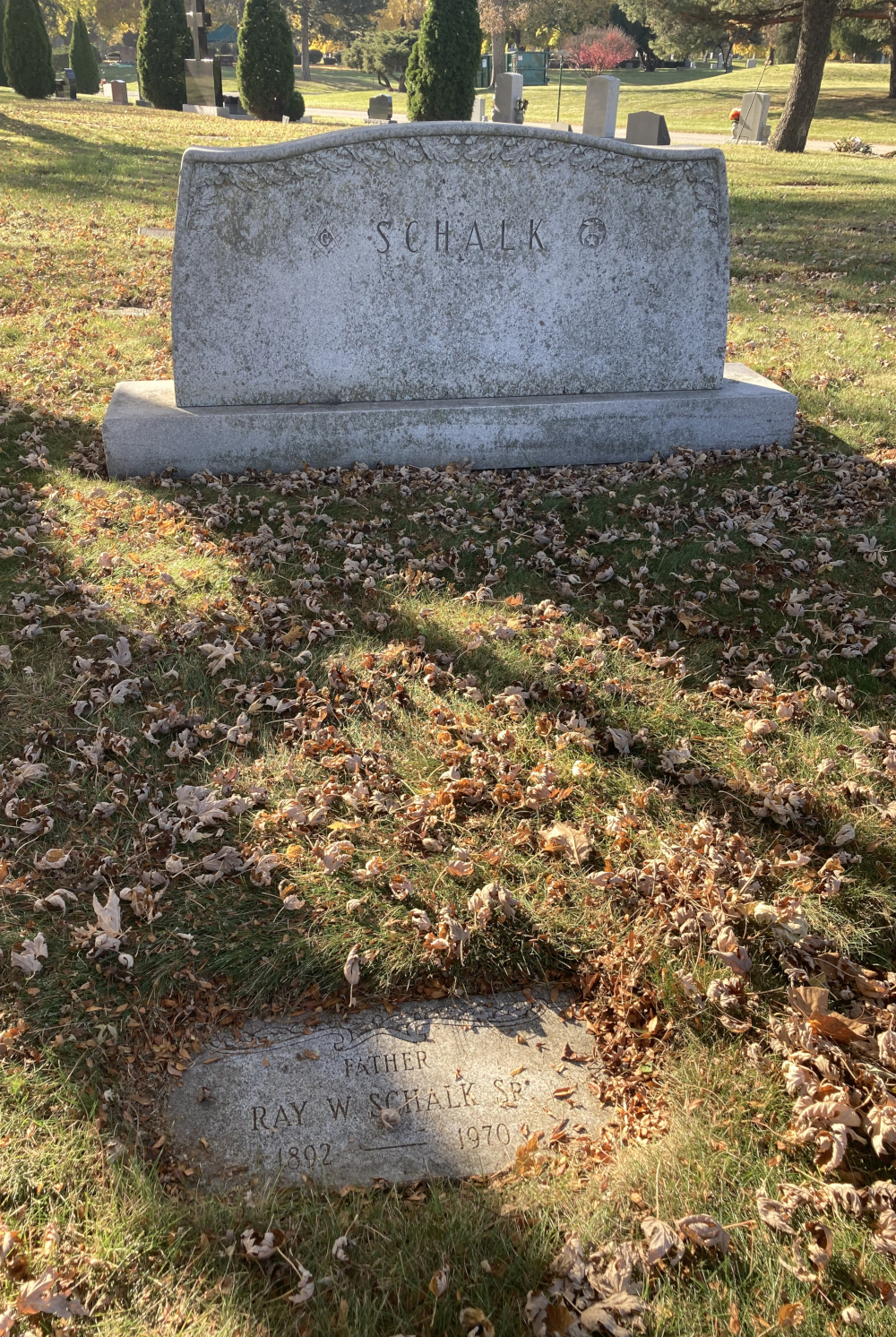
에버그린 묘지에 있는 샬크의 묘

샬크는 1930년과 1931년에 시카고 컵스의 코치가 되었고, 그 후 1932년부터 1937년까지 더블 A 인터내셔널 리그의 버팔로 바이슨스를 감독했다. 그는 또한 인디애나폴리스 인디언스, 오클라호마 시티 인디언스, 그리고 밀워키 브루어스 마이너 리그 팀들을 감독했다. 1944년에 그는 시카고 컵스의 스카우트가 되었다. 그는 퍼듀 대학교에서 18시즌 동안 야구 보조 코치로 재직했으며, 워드 램버트와 행크 스트램과 같은 저명한 인물들과 함께 일했다. 그는 72세에 야구에서 은퇴했다.
메이저 리그 선수 은퇴 후, 샬크는 일리노이주 에버그린 파크에 위치한 성공적인 볼링장에 투자했다. 그는 이 사업체를 "샬크스 에버그린 타워스"라고 명명했다. 1948년, 샬크, 그의 아내 라비니아, 그리고 34명은 6명의 무장 강도에 의해 볼링장 지하로 끌려가 여러 방에 갇혀 인질로 잡혔다. 2시간의 감금과 방 안의 공기 부족으로 사람들이 기절한 후, 몇몇 핀보이들이 문을 부수고 모두를 풀어줄 수 있었다. 강도들은 잡히지 않았다.
1955년에 그는 베테랑 위원회에 의해 미국 야구 명예의 전당에 헌액되었다.
그는 40년 만에 화이트삭스의 첫 월드 시리즈 출전이었던 1959년 월드 시리즈의 시구를 던지도록 초청받았는데, 시구는 동료 명예의 전당 헌액자이자 전 화이트삭스 투수였던 레드 파베르가 던졌다.
노코미스, 일리노이에 있는 박물관은 샬크와 다른 두 명의 명예의 전당 헌액자인 짐 보텀리와 레드 러핑에게 헌정되었다. 그의 출생지인 하벨 근처의 리치필드, 일리노이에 있는 리틀 리그 야구장은 그의 이름을 따서 명명되었다. 그는 1970년 5월 19일 78세의 나이로 암으로 사망했으며, 에버그린 파크, 일리노이의 에버그린 묘지에 안장되었다.

## 대중문화에서
샬크는 1988년 영화 여덟명의 제명된 남자들에서 고든 클랩에 의해 연기되었다.

## 같이 보기
- 메이저 리그 베이스볼 통산 도루 선두 목록
- 메이저 리그 베이스볼 선수 겸 감독 목록
- 사이클링 히트를 기록한 선수 목록

## 더 읽어보기
- Stevens, Brian. “Ray Schalk”. 《미국야구연구협회》.